# Camilo Ponce Rojas
Camilo Leandro Ponce Rojas (Quilpué, Chile, 18 de febrero de 1991) es un futbolista chileno que juega de delantero en Deportes Rengo de la Segunda División Profesional de Chile .

## Trayectoria
Camilo empezó en las Divisiones inferiores de Everton, y fue Nelson Acosta quien lo sube al primer equipo. Pero al no lograr nunca afianzarse en el equipo titular viñamarino, tuvo que probar en distintos clubes de Primera B y Segunda División Profesional, sin tener mayor suerte en ninguno de ellos. En donde logró un paso más o menos decente fue en Curicó Unido, jugando allí 14 partidos y anotando 6 goles, en la campaña de Primera B 2015-16, en la que Curicó acabó subcampeón del torneo.
Actualmente integra el plantel de Deportes Copiapó.

## Clubes
| Club                         | País  | Año       |
| ---------------------------- | ----- | --------- |
| Everton                      | Chile | 2009-2019 |
| → Lota Schwager (cedido)     | Chile | 2010      |
| → Trasandino (cedido)        | Chile | 2012      |
| → Curicó Unido (cedido)      | Chile | 2016      |
| → Ñublense (cedido)          | Chile | 2017      |
| → Deportes Copiapó (cedido)  | Chile | 2019      |
| Deportes Copiapó             | Chile | 2020-2024 |
| → Barnechea (cedido)         | Chile | 2023      |
| → Deportes Recoleta (cedido) | Chile | 2024      |
| Deportes Rengo               | Chile | 2025-Act. |